# Iltani
Iltani fait référence à une reine appartenant à la première dynastie de Babylone.
Les archives de la reine Iltani (v. 1750 av. J.-C.) épouse du souverain Aqba-Hammu, furent découvertes à Karana, sur le site archéologique de Tell Rimah(Irak). La plus importante partie des tablettes cunéiformes archivées comporte 200 lettres et notes administratives qui concernent directement la reine Iltani.
La reine Iltani disposait de grands domaines fonciers.  Les lettres rapportent que la reine Iltani s'était investie dans les industries liées au fonctionnement du palais royal découvert sur le site de Tell Rimah, en particulier les textiles et l'alimentation. Elle faisant en sorte de répondre aux besoins urgents et fréquents de son époux en matière de biens et de personnel. Elle se préoccupait également de sa propre santé. Le travail de la reine Iltani dans le domaine de la supervision de l'industrie du textile dans le palais royal du site de Tell Rimah est abondamment documenté dans les archives. Le département d'Iltani, tel que mentionné, employait 15 femmes et 10 hommes. Elle était également impliquée dans le commerce de métaux, c'est elle qui réceptionnait le cuivre de son subordonné masculin.
La reine Iltani avait une sœur dénommée Belassunu.

## PrêtressesNadītuappelées Iltani
Il y avait au moins trois prêtresses Nadītu  appelées Iltani : la sœur du roi Hammurabi, la fille du roi Sin-muballit et la sœur du roi Ammi-ditana,.
Des fouilles entreprises dans la ville de Sippar, dont le bâtiment le plus important est le temple de Shamash, ont révélé plus de soixante mille fragments de tablettes apportant une description de la vie des femmes à l'époque paléo-babylonienne et plus particulièrement des prêtresses Nadītu.  Les femmes étaient aussi actives que les hommes dans le temple et le cloître. Seules les femmes pouvaient devenir prêtres Nadītu. Elles étaient célibataires et vivaient dans le gagum (un cloître habité exclusivement par des femmes tel un couvent).
Il y eut environ deux cents prêtresses Nadītu de Shamash vivant dans le cloître à un moment donné. La plupart étaient issues de familles royales ou de la classe supérieure. Iltani, la sœur du roi Hammurabi, fait des offrandes de gâteaux aux dattes aux festivités. Elle a également loué son verger pour le paiement des arriérés d'impôts et loué son terrain à un scribe.

## Hommage
Iltani est l'une des 1 038 femmes dont le nom figure sur le socle de l'œuvre contemporaine The Dinner Party de Judy Chicago. Elle y est associée à la déesse Ishtar, troisième convive de l'aile I de la table.